# 인광석

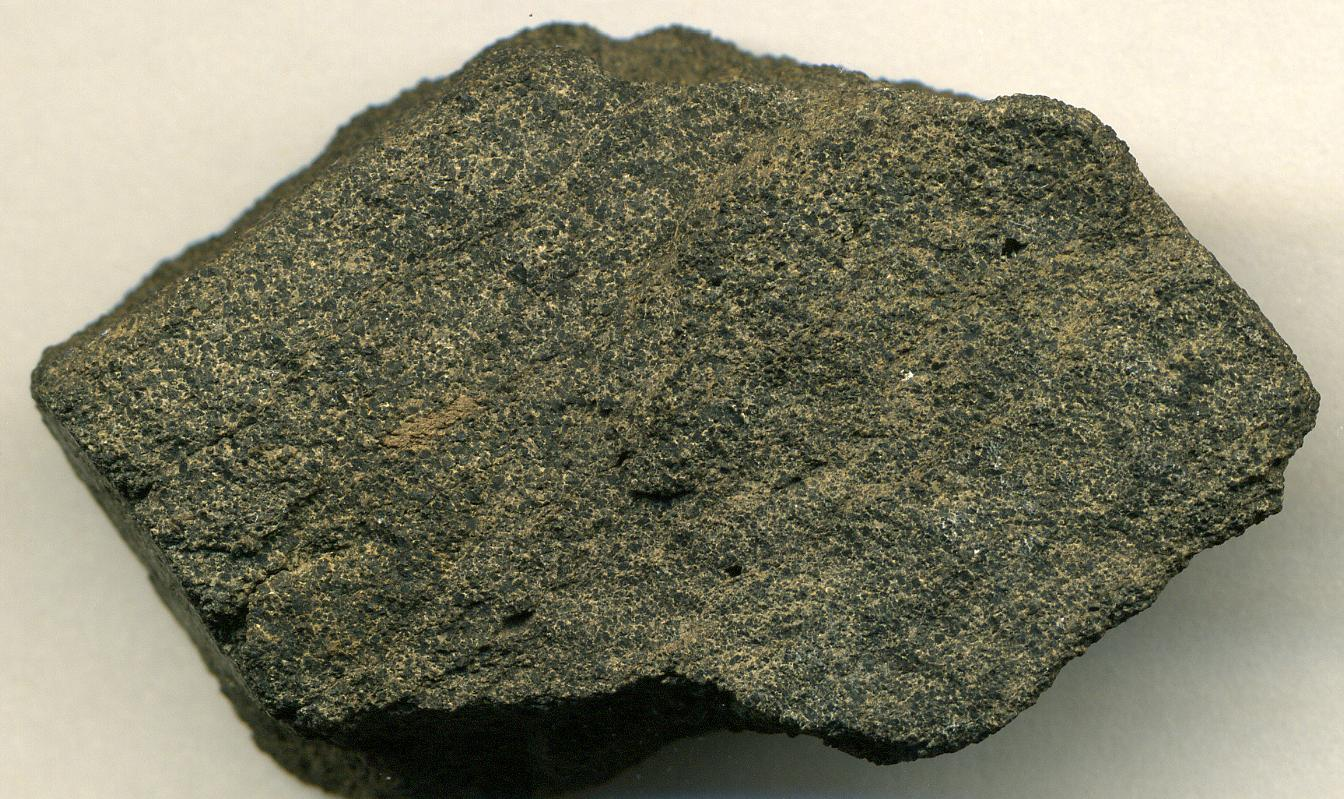
인광석의 모습

인광석(燐鑛石, phosphate rock)은 인회석(Apatite)을 함유하는 암석으로 생화학 기원의 퇴적암이다. 따라서 인광석은 다른 광물과 같이 화학조성으로 표시할 수 없다. 인회석은 화성암 기원으로 맥상으로 나타나며, 인광석은 유기물이 퇴적되어 나타나는 2차 광상으로 인(P2O5)을 18%∼40% 함유한다.
인회석과 인광석은 인의 함량에 따라 광물 가치가 결정되며 주로 비료원료로 많이 사용된다. 이 밖에 인회석은 인산제조, 의약품, 반도체, 세라믹, 실크, 섬유, 방충제, 설탕 정련, 폭약 등에도 사용되고 있다.
인의 순도가 낮은 경우에는 품위를 높여주는 선광 작업을 거쳐 사용한다. 인산이나 비료용으로 사용하는 인회석(인광석 포함)은 인이 30%이상 함유되어야 한다. 인광석의 품질기준에는 상업적으로 BPL(Bone Phosphate of Lime)이라는 단위가 사용된다.

## 생산
전 세계 인광석 생산량은 1억5,777만t(2009년 기준)이며 중국, 미국, 모로코 등 3개국이 세계 생산량의 67%를 차지하고 있다.  특히 모로코의 매장량은 57억t으로, 전 세계 매장량의 36%를 차지하고 있다. 중국이 세계 생산량의 35%를 생산하고 있다.
북한에는 인광석은 없고 인회석이 많이 매장되어 있다. 북한의 인회석 매장량은 1.5억 t(인 30%기준)으로 세계적인 규모의 매장량이다. 북한의 인회석 주요 매장지역은 함경남도와 평안남·북도이다. 그러나 북한은 인회석 매장량이 많음에도 불구하고 품위가 낮아(대부분 인 5∼10%) 모로코, 중국 등에 비해 개발 경쟁력이 낮다. 그러나 인광석의 국제가격 상승으로 개발 잠재성이 커져가고 있다.
경성인회석(phosphoniter)은 식물 영양성분 인(P), 질소(N), 칼슘(Ca), 마그네슘(Mg),규산,망간등 미량요소가 함유된 착물구조(complex structural)로 한국에서 새로 발견된 특이성(peculiar component) 신종광물이다.

## 가격변동
비금속 광물은 대부분 매장량이 많고 가격도 낮고 광물가격에 비해 가격변동도 그리 크지 않다. 그러나 인광석은 다른 비금속 광물과는 달리 최근 국제 거래가격 변동이 심한 편이다. 인광석 가격 상승의 주요 요인으로는 우선 고품질의 인광석 매장량의 감소를 들 수 있다. 또한 최근 곡물시장 수요 급증으로 인해 곡물생산에 필요한 비료의 수요가 증가하여 인광석 수요를 부추겼고, 이와 더불어 가격상승에 따른 투기수요 등도 한 몫을 하였다. 인광석 가격은 2005년까지 30US달러/t으로 안정된 가격을 보였으나 최근 3년 간 110∼300US달러/t까지 폭등하는 등 심한 가격변동을 보이고 있다.
인광석은 노천채광 및 갱내채광으로 개발한다. 과거에는 대부분의 인광석이 광석상태로 유통되고 있었으나, 최근 광물가격의 상승과 고품위 인광석의 감소 등으로 저품위 인광석도 선광을 거쳐 판매되고 있다.

## 같이 보기
- 인광석 전쟁
- 나우루
- 대한민국